# Vasti
Vasti (in ebraico וַשְׁתִּי‎? Vaštī; in greco antico: Ἀστίν?, Astín; in persiano واشتی‎ Vâšti; fl. V secolo a.C.) è stata una regina di Persia e la prima moglie del re persiano Assuero nel Libro di Ester, un libro incluso nel Tanach e nell'Antico Testamento e letto sulla festa ebraica di Purim.
Fu bandita per il suo rifiuto di apparire al banchetto del re per mostrare la sua bellezza come desiderava il re, e al suo rifiuto fu scelta Ester per succederle nel ruolo di regina. Tale rifiuto potrebbe essere meglio compreso attraverso la tradizione ebraica secondo cui le era stato ordinato di apparire nuda. Nel Midrash, Vasti è descritta come malvagia e vanitosa. È vista come un'eroina dalla mentalità indipendente nelle interpretazioni femministe della storia di Purim.
I tentativi di identificarla come una delle consorti reali persiane menzionate in altri documenti storici rimangono speculativi.

## Etimologia e significato

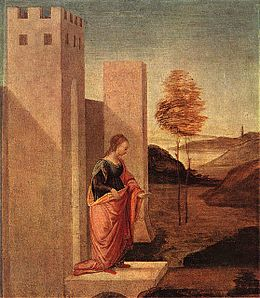
Olio su tela del Pittore quattrocentesco Filippino Lippi, databile al 1480 circa, raffigurante la regina Vasti all'esterno delle mura di Susa

Il significato del nome Vasti è incerto. Come nome persiano moderno è inteso a significare "bontà" ma molto probabilmente ha avuto origine dall'antico persiano ricostruito * vaištī, correlato all'aggettivo superlativo vahišta- "migliore, eccellente" trovato nell'Avestā, con la terminazione femminile - ī; quindi "donna eccellente, migliore delle donne". 
Hoschander ha proposto che abbia avuto origine come abbreviazione di un "vashtateira" non attestato, che ha anche proposto come origine del nome "Stateira".
Il dizionario dei nomi della Bibbia di Hitchcock del XIX secolo, tentando di interpretare il nome come ebraico, suggerì i significati "che beve" o "filo".  I critici della storicità del libro di Ester proposero che il nome potesse aver avuto origine da una presunta dea elamita che chiamavano "Mashti". 
Vasti è uno dei pochissimi nomi propri nel Tanakh che inizia con la lettera waw, e di gran lunga il più evidente di essi. I nomi ebraici che iniziano con waw sono rari a causa della tendenza etimologica della parola iniziale waw a diventare yodh.

## Nel Libro di Ester
Nel Libro di Ester, Vasti è la prima moglie del re Assuero. Mentre il re tiene un magnifico banchetto per i suoi principi, nobili e servi, lei tiene un banchetto separato per le donne. Il settimo giorno del banchetto, quando il cuore del re era "allegro per il vino", il re ordina ai suoi sette ciambellani di convocare Vasti a venire davanti a lui e ai suoi ospiti indossando la sua corona reale, per mostrare la sua bellezza. Vasti si rifiuta provocando l'ira del re, che chiede ai suoi consiglieri un consiglio su come punire Vasti per la sua disobbedienza. Il suo consigliere Memucan gli dice che Vasti ha fatto un torto non solo al re, ma anche a tutti i mariti della Persia, le cui mogli potrebbero essere incoraggiate a disobbedire ai mariti dalle azioni di Vasti. Memucan incoraggia Assuero a ripudiare Vasti e trovare un'altra regina. Assuero segue il consiglio di Memucan e invia lettere a tutte le province secondo le quali gli uomini dovrebbero dominare nelle loro famiglie. Assuero successivamente sceglie Ester come sua regina per sostituire Vasti.
L'ordine di re Assuero per l'apparizione della regina Vasti è interpretato da diverse fonti midrashiche come un ordine di apparire senza vestiti per i partecipanti al banchetto del re.

## Identificazione storica

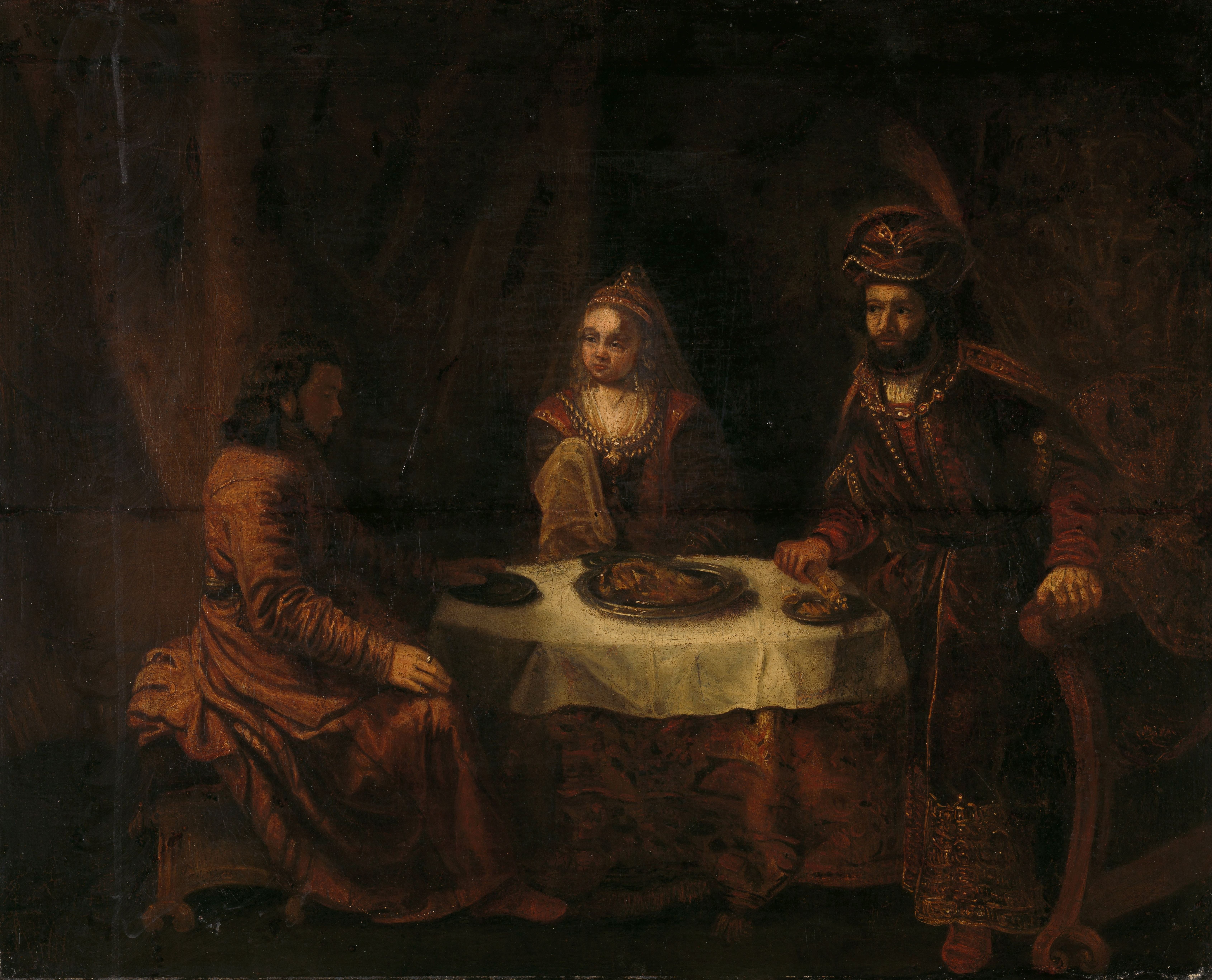
L'ira di Assuero (anonimo), Rijksmuseum

Poiché il testo manca di qualsiasi riferimento a eventi noti, alcuni storici ritengono che la narrazione di Ester sia di fantasia e il nome Assuero è usato per riferirsi a un Serse I romanzato, al fine di fornire un'eziologia del Purim. Alcuni storici sostengono inoltre che, poiché i re persiani non si sposarono mai al di fuori di una manciata di famiglie nobili persiane, è improbabile che ci fosse una regina ebrea Ester e che in ogni caso la regina storica di Serse fosse Amestris.  Detto questo, molti ebrei credono che la storia sia un vero evento storico, in particolare gli ebrei persiani che hanno uno stretto rapporto con Ester. Nella Septuaginta, il Libro di Ester si riferisce a questo re come Artaserse (in greco antico: Αρταξέρξης?).
Nel XIX e all'inizio del XX secolo, i commentatori della Bibbia tentarono di identificare Vasti con le regine persiane menzionate dagli storici greci. Fonti tradizionali identificano Assuero con Artaserse II di Persia. Jacob Hoschander, sostenendo l'identificazione tradizionale, ha suggerito che Vasti potrebbe essere stata una moglie di Artaserse menzionata da Plutarco, di nome Statira. Alla scoperta dell'equivalenza dei nomi Assuero e Serse, alcuni commentatori biblici iniziarono a identificare Assuero con Serse I e Vasti con la moglie di nome Amestri menzionata da Erodoto.

## Nel Midrash
Secondo il Midrash, Vasti era la pronipote del re Nabucodonosor II di Babilonia, la nipote del re Amel-Marduk e la figlia del re Baldassarre. Durante il governo del padre di Vasti, folle di Medi e Persiani attaccarono e uccisero Baldassarre quella notte. Vasti, ignara della morte di suo padre, corse negli alloggi del padre e lì fu rapita dal re Dario di Persia. Ma Dario ebbe pietà di lei e la diede in sposa a suo figlio Assuero.
Basato sulla discendenza di Vasti da un re responsabile della distruzione del tempio e sul suo destino infelice, il Midrash presenta Vasti come malvagia e vanitosa. Poiché le era stato ordinato di comparire davanti al re il settimo giorno della festa, i rabbini hanno sostenuto che Vasti aveva ridotto in schiavitù le donne ebree e le aveva costrette a lavorare di sabato. Essi attribuiscono la sua riluttanza a comparire davanti al re e ai suoi compagni di bevute non alla modestia, ma piuttosto a un'afflizione con una malattia sfigurante. Un racconto narra che soffriva di lebbra, mentre un altro afferma che l'Arcangelo Gabriele venne e "le fissò una coda". Quest'ultima possibilità è spesso interpretata come "un eufemismo per una trasformazione miracolosa nell'anatomia maschile".
Secondo il racconto di Midrashic, Vasti era una politica intelligente e il banchetto delle donne che tenne parallelamente al banchetto di Assuero rappresentava un'astuta manovra politica. Poiché le nobili donne del regno sarebbero state presenti al suo banchetto, avrebbe avuto il controllo di un prezioso gruppo di ostaggi nel caso in cui si fosse verificato un colpo di Stato durante la festa del re.
R. Abba b. Kahana dice che Vasti non era più modesta di Assuero. R. Papa cita un proverbio popolare: "Lui tra le vecchie zucche, e lei tra le giovani"; cioè, un marito infedele fa una moglie infedele. Secondo R. Jose b. Ḥanina, Vasti rifiutò l'invito perché era diventata lebbrosa (Meg. 12b; Yalḳ., lc). Assuero era "molto adirato, e la sua ira ardeva in lui" (Est. I. 12) come risultato del messaggio offensivo che Vasti gli aveva inviato: "Tu sei il figlio dello stalliere di mio padre. Mio nonno [Belshazzar] poteva bere prima dei mille [Dan. v. 1]; ma quella persona [Assuero] si ubriaca subito" (Meg. lc ). Vasti fu giustamente punita per aver ridotto in schiavitù le giovani donne ebree e averle costrette a lavorare nude di sabato (ib. ).

## Come icona femminista
Il rifiuto di Vasti di obbedire alla convocazione del marito ubriaco è stato ammirato come eroico in molte interpretazioni femministe del Libro di Ester. Le prime femministe ammiravano il principio e il coraggio di Vasti. Harriet Beecher Stowe definì la disobbedienza di Vasti la "prima difesa dei diritti delle donne". Elizabeth Cady Stanton scrisse che Vasti "aggiunse nuova gloria al [suo] giorno e alla sua generazione... con la sua disobbedienza; perché 'Resistere ai tiranni è obbedienza a Dio'".
Alcune interpreti femministe più recenti del Libro di Ester paragonano favorevolmente la figura e le azioni di Vasti a quelle di Esther, che è tradizionalmente vista come l'eroina della storia di Purim. Michele Landsberg, una femminista ebrea canadese, scrive: "Salvare il popolo ebraico era importante, ma allo stesso tempo l'intero modo di essere sottomesso e riservato [di Esther] era l'archetipo assoluto della femminilità degli anni 1950. Mi ha respinto. Ho pensato: 'Ehi, cosa c'è che non va in Vasti? Aveva dignità. Aveva rispetto di sé. Ha detto: 'Non ho intenzione di ballare per te e i tuoi amici.'"

## Cultura popolare
- Vasti è il nome di uno dei personaggi principali del profetico pezzo di fantascienza di E. M. Forster del 1909 "The Machine Stops".
- Vasti è l'argomento del secondo capitolo del romanzo di László Krasznahorkai del 2008 Seiobo There Below.
- Nel romanzo Villette Charlotte Brontë del 1853, la protagonista Lucy Snowe chiama un'attrice che ammira Vasti. Un capitolo di questo romanzo si chiama Vasti.
- Un riferimento alla detronizzazione di Vasti da parte di Esther appare anche nel racconto "A Strayed Allegiance" di Lucy Maud Montgomery.
- Vasti è il nome di un personaggio nel libro del 1997 di Karen Hesse, A Time of Angels, ambientato durante l'epidemia di influenza del 1918 a Boston. Vasti è una donna severa, testarda e complessa con grandi doni di guarigione.
- Jane Withers ha interpretato un personaggio di nome Vasti Snythe nel film epico Il gigante del 1965 con James Dean, Elizabeth Taylor e Rock Hudson.
- L'attrice Butterfly McQueen, che ha interpretato Prissy in Via col vento, ha interpretato una serva di nome Vasti nel film di David O. Selznick Duello al sole del 1946.
- Vasti (1894) è il nome di una poesia del poeta, avvocato e politico John Brayshaw Kaye.
- La poetessa Frances Harper ha scritto una poesia di ammirazione su Vasti ("Vashti", 1895) in cui chiama Vasti "Una donna che potrebbe piegarsi al dolore, ma non si piega alla vergogna".
- Una produzione radiofonica chiamata Vasti, Queen of Queens, "basata sui primi sei versi del Libro di Ester", fu prodotta alla KPFA e trasmessa su Pacifica Radio nel 1964.[14]
- Vasti è il nome del personaggio principale del libro per bambini del 2003, The Dot, di Peter H. Reynolds.
- Vasti è il nome della moglie di Stamp Paid nel romanzo di Toni Morrison del 1987 Amatissima.
- Vasti è un personaggio chiave nel gioco di strategia per computer del 2001 Kohan: Immortal Sovereigns, ispirato alla mitologia persiana.
- Vashti Bunyan è una cantautrice inglese, spesso chiamata con il mononimo "Vasti".
- Il velo di Vasthi è una rilettura del testo biblico che la scrittrice francese Renée Vivien inserisce nella sua raccolta di prose: La dame à la louve (Paris, Lemerre 1904 pp. 131-144) Nel racconto,  piegato ad una fiera visione femminista, Vasti, ripudiata, va verso il deserto: "Forse vi morirò (...) Ma dopo la ribellione di Lilith, io sono la prima donna libera".